# 中世盛期
中世において中世盛期（ちゅうせいせいき）とは、ヨーロッパ史において11, 12, 13世紀を中心とする時代で、歴史上の時代区分としては中世前期の後、中世後期の前とされる。中世後期は1500年までには終了したと考えるのが慣例である。
ヨーロッパ史における中世盛期に顕著な傾向として、大幅な人口増が挙げられる。これによって、前時代からは政治的・経済的に大きな変化が生じた。1250年の大幅な人口増によって引き起こされた経済成長は、地域によっては19世紀までは二度と実現されなかったほど大幅なものであった。しかし、こうした人口増加は、中世後期になるとしばしば発生した災難（ペストが有名だが、戦争や経済停滞も含まれる）によって抑制されることになった。
780年頃以降、西ヨーロッパでは民族移動時代が終わりをつげ、政治的・社会的な組織化が促進された。南欧で繁栄したイスラム系諸国は、ヨーロッパにおける科学と哲学の復興をもたらした。ボローニャ、サレルノ、パリ、モデーナには最初の大学が設立された。バイキング達はブリテン諸島やフランスをはじめ各地に定住したが、同時にキリスト教を国教としたノルド人達の諸王国は、故地であるスカンディナヴィアでも発展を続けた。マジャル人は10世紀頃に侵入を停止し、1000年頃までにはキリスト教国であるハンガリー王国として、地域の諸大国と同盟を結びつつ、中央ヨーロッパにおけるその地位を固めた。一過性に例外的事件としてモンゴルの征服はあったが、おおむね異民族の侵入はこの時代に終わったと言えよう。
11世紀になると、アルプス山脈の北方にいたゲルマン人達は新たな土地を求めて入植を始めたが、こうした植民地の中にはローマ帝国の滅亡後には荒れ地に戻っていた場所もある。ヨーロッパに残っていた広大な森林や湿地はこの時代に開墾され耕作地となったが、この変化はグレート・クリアランスと呼ばれる。また、入植活動はフランク王国の旧来の国境線を越えて東方の未開地に及び、エルベ川を超えて東に拡張する過程でドイツ人の居住地は3倍に拡大した。依然として強力な指導力を保っていたカトリック教会は、聖地を占領したセルジューク・トルコに対する一連の十字軍遠征を全ヨーロッパに呼びかけ、それによりレバントに十字軍国家を建国した。北方ではバルト海の植民地化が行われ、イベリア半島ではキリスト教諸国軍がムーア人をレコンキスタによって駆逐し、ノルマン人は南イタリアに植民したが、こうした活動は全て、この時代に起きた人口の大幅な増加とその結果としての移住のパターンとして読み解くことが出来る。
中世盛期には、知的で精神的な芸術作品の分野に多くの様式が生まれた。また、この時代にはエスノセントリズムの萌芽が見られるが、これは後に近代ヨーロッパ諸国に見られた国民国家の思想につながるものである。イタリアでは諸々の都市国家が興隆し、イベリア半島ではアンダルスの勃興と没落があった。アリストテレスの著作群が再発見されたことは、トマス・アクィナスをはじめとする思想家がスコラ学を発展させるきっかけとなった。建築では、有名なゴシック大聖堂の多くの建設が、この時代に着工され、あるいは完成されている。中世盛期という時代区分は、中世後期の危機と呼ばれる14世紀に始まった相次ぐペストの流行や飢饉の発生よって区切られる。

## 時代区分
「中世盛期」という用語は、中世を三分割したうちの一つで、他の二つは、中世前期と中世後期である。レオナルド・ブルーニはフィレンツェ人の歴史（1442年）で三分割した時代区分を初めて用いた歴史家であった。フラビオ・ビオンドはローマ帝国の悪化の歴史の数十年（1439年-1453年）で同様の枠組みを用いた。三分割はドイツの歴史家クリストフ・セラリウスが古代、中世、新時代に分割した普遍的な歴史（1683年）を出版して一般化した。

### 時系列

#### 前半
日付
- 962 : オットー1世、神聖ローマ帝国皇帝即位
- 1003 : シルウェステル2世死去
- 1018 : 第一次ブルガリア帝国がバシレイオス2世の東ローマ帝国に占領される。
- 1027 : コンラート2世、ハインリヒ2世の後継として神聖ローマ帝国皇帝に即位
- 1054 : 東西教会の分裂
- 1066 : ヘイスティングズの戦い
- 1066-1067 : バイユーのタペストリー
- 1073-1085 : グレゴリウス7世
- 1071 : マラズギルトの戦い
- 1077 : ハインリヒ4世のカノッサの屈辱
- 1086 : ドゥームズデイ・ブック
- 1086 : サグラハスの戦い
- 1088 : ボローニャ大学創立
- 1091 : ルヴニオンの戦い
- 1096–1099 : 第1回十字軍
- 1123 : 第1ラテラン公会議
- 1139 : 第2ラテラン公会議
- 1145–1149 : 第2回十字軍
- 1147 : ヴェンド十字軍
- 1150 : パリ大学創立

#### 後半
日付
- 1155–1190 : フリードリヒ1世
- 1158 : ハンザ同盟創立
- 1167 : オックスフォード大学創立
- 1185 : ブルガリア帝国再興
- 1189–1192 : 第3回十字軍
- 1200–1204 : 第4回十字軍
- 1205 : アドリアノープルの戦い
- 1209 : ケンブリッジ大学創立
- 1209–1229 : アルビジョア十字軍
- 1212 : ナバス・デ・トロサの戦い
- 1215 : マグナ・カルタ
- 1216 : ドミニコ会認可
- 1215 : 第4ラテラン公会議
- 1217–1221 : 第5回十字軍
- 1218 : サラマンカ大学創立
- 1220–1250 : フリードリヒ2世
- 1222 : パドヴァ大学創立
- 1223 : フランシスコ会認可
- 1228–1229 : 第6回十字軍
- 1230 : プロイセン十字軍
- 1230 : クロコトニツァの戦い
- 1237–1240 : モンゴルのルーシ侵攻
- 1241–1242 : モンゴルのヨーロッパ侵攻
- 1241 : ワールシュタットの戦い
- 1242 : 氷上の戦い
- 1248–1254 : 第7回十字軍
- 1257 : ソルボンヌ大学創立
- 1261 : 東ローマ帝国コンスタンティノープル再占領
- 1274 : トマス・アクィナス死去：神学大全出版
- 1280 : アルベルトゥス・マグヌス死去
- 1291 : 中東のヨーロッパ最後の植民地アッコ、アシュラフ・ハリールのマムルークに占領される。
- 1299 : オスマン1世オスマン帝国建国
- 1321 : ダンテ・アリギエーリ死去

## 歴史

### ブリテン諸島
イングランドでは1066年のノルマン・コンクエストにより王国はフランス語を話す貴族に支配されることになった。ノルマン人は1169年に武力でアイルランドに侵攻し、砦は南東部にあったが、間もなく国のほぼ全域に落ち着いた。スコットランドは後に独立を訴えたが、同様にスコットランドとウェールズは、同じ頃に征服された。
中世前期の初め頃、ノルマンディー公ウィリアム1世がイングランド王国の王位を主張した。ウィリアムはイングランド侵攻を開始し、1066年9月28日にサセックスに上陸した。ヘイスティングズの戦い（1066年10月14日）でイングランド軍は敗れ、ウィリアムは征服者となった。ウィリアムはこの時他に大した敵も殆どなくイングランドの残りを征服することができた。しかしノルマンディー公国にイングランド王国を吸収合併する計画はなかった。単なる大公としてウィリアムはフィリップ1世に忠義を果たす義務があったが、独立したイングランド王国で干渉されずに支配できた。1066年12月25日にイングランド王になった。イングランド王国とノルマンディー公国は、1204年まで同君連合下にあった。ウィリアムから4世代後にはノルマンディー公国の大陸の領土は、フィリップ2世に奪われた。チャンネル諸島などの若干のノルマンディーの一部は、アキテーヌ公国の殆どとともにイングランド領のままだった。
アングロサクソン朝イングランドのノルマン・コンクエストの時代に至るまでウェールズはその殆どで独立を保っていた。イングランドでノルマン・コンクエストが起きると、ノルマンの領主の中にウェールズを攻撃し始める者がいた。多くの地域を占領し、イングランドのノルマン王の大君主制を認めたもののかなりの地方の独立を認めながら支配した。長年にわたりこの「マーチャー領主」はイングランドのノルマン王の大君主制も認めることが珍しくなかった様々なウェールズの王子に率いられたかなりの抵抗運動に向かい合いながらウェールズの多くを占領した。
財務省が12世紀にヘンリー1世の下で創設され、最初の議会が、召集された。1215年、ノルマンディーを失うと、ジョンはイングランド君主の権力を制限するマグナ・カルタに法律として署名した。
エドワード1世は1282年に事実上ウェールズを占領し、1301年に長男エドワード2世のためにプリンス・オブ・ウェールズの称号を創設した。カウニー城やハーレック城、カーナーヴォン城のような広大な城が証明するように、エドワードの占領は、冷酷で、続く抑圧は、無視できないものであったが、この事件は約700年前の西暦5世紀のケント王国のジュート人の王国が建国されてから初めてブリタンニアの国土を単一の支配者が再統一したものであった。従って前サクソン時代との関わりを再び持つことになったので、このことは中世イングランド史で非常に重要な瞬間であった。この関わり合いはウェールズ伝説によりアングロ・ノルマン人などの王国の国民を統一する政治的な目的に悪用された。

### 北ヨーロッパ
10世紀中葉から11世紀中葉にかけてスカンディナヴィア王国はヴァイキングの侵入に終わりを告げた結果統一されキリスト教化し、ヨーロッパの政治に深く関わることになった。デンマークのクヌーズ2世は、イングランドとノルウェーの両方を支配した（北海帝国）。クヌーズ2世が1035年に死去すると、イングランドとノルウェーは、失われた。1130年から1240年にノルウェーで内戦が荒れ狂った。1227年にヴァルデマー2世が敗れるとともに、この地域のデンマークの支配は、終わりを告げた。一方ビルイェル・ヤールの下でスウェーデンがバルト海北部とフィンランド南部に強力な拠点を築き上げる間に、ノルウェーはグリーンランドからマン島にかけての大西洋の支配地域を拡張した。しかしノルウェーの興隆は、1266年のパース条約で示されたように同時期に既に衰退を始めた。

### フランスとドイツ
中世盛期の時代までに現在の境界線ではないけれどカロリング帝国はフランス王国とドイツ王国の後継国家に分かれ、置き換えられた。ドイツは統合と政治権力が絶頂期に達した神聖ローマ帝国の旗の下にあった。フランス王国は12世紀から14世紀前半にかけて芸術と文学の発露の時代であった。ヴァロワ家の興隆とともにイングランド王国との百年戦争の長引く王朝の危機と破滅的なペストの流行が起きた。
1250年にフリードリヒ2世が死ぬと、ドイツ王国は息子のコンラート4世と反対派のウィレム2世の下に分割された。コンラート4世が死ぬと、国王が全員の承認を得られず王子が保有物をうまく固めようとし独立した支配者にさえなった時代である大空位時代となった。1257年を過ぎると、王位はゲルフ党に支援されたリチャードとホーヘンシュタウフェン党に承認されたが決してドイツの土地に足場を設けなかったアルフォンソ10世の間で争われた。リチャードが1273年に死ぬと、ルドルフ1世が全員一致で選ばれ空位期間は終了した。
13世紀はドイツ王国の土地の管理方法に一般的な構造変革があった時代である。個人の義務の代わりに金銭が益々農業において経済価値を表す共通の手段になった。農奴は益々土地のために年貢を納めるよう要求された。依然として非常に土地に縛り付けられていたが、「財産」の概念は、古代の財産権の形式に置き換わり始めた。領土では（帝国ではなく）権力は益々束ねられた。土地を所有する者は誰でも他の権力から得られる財産権があった。しかしこの時代の財産権に司法権が含まれなかったことは特筆すべきことである。法廷を開くには重々しく伝統的な慣習を当てにするかでなければ規則は慣習法であった。

### ハンガリー
中世盛期にはハンガリー王国（1000年建国）は中央ヨーロッパと西ヨーロッパにおいて最も強大な国家であった。国民は聖イシュトヴァーン1世によりキリスト教化された。同時代の年代記記録者達によれば、王は非常に信仰心が厚く、ラテン語文法に造詣が深く、自国民には厳しいが外国人には寛容な君主であったということである。イシュトヴァーン1世は王国内に残存していた部族社会の風習を一掃し、国人に定住を強制し、またキリスト教の信仰と倫理観、およびキリスト教的な生活様式を導入し、政治的にはドイツの国家システムをモデルとする中世国家としてのハンガリーの基礎を築いた。
イシュトヴァーン1世に続く君主達は、聖ラースロー1世のように、ローマ教会と密接な関係を保つことを常としたが、ハンガリー王国内に安住の地を求めて避難してきた異教徒達に対しても寛容な態度をとった。例えば13世紀にハンガリー王国に逃げてきたクマン人はこの例であるが、こうした態度が何人かの教皇の不興を買ったのも事実である。クロアチアとの同君連合の形成および群小国家の併合により、ハンガリーはバルカン半島とカルパティア地方全域にその影響を及ぼす小帝国になった。ハンガリー王室は、中世においてカトリック教会から最も多くの聖人を輩出した王家であった。

### ポーランドとリトアニア
960年頃にミェシュコ1世が神聖ローマ皇帝オットー1世からポーランド公の称号を与えられ、ピャスト朝を創始した。ミェシェンコの子ボレスワフ1世の代には父の勢力をさらに拡大し、強大な国家となった。1138年にボレスワフ3世が没すると後継者争いによってポーランドは分裂してしまう。分裂状態は約200年続き、ヴワディスワフ1世によって統一された。

### 南ヨーロッパ
最北端は数か国のキリスト教国に分かれていたが、イベリア半島の多くは、711年以降ムーア人に占領されていた。11世紀と13世紀に再び北部のキリスト教王国は、イベリア半島の中央部と南部の殆どからムスリムを追い出した。
イタリアでは独立した都市国家が、東方の海運貿易で豊かになっていた。こうしたことは特にピサやアマルフィ、ジェノヴァ、ヴェネツィアの制海権であった。

### バルカン半島と東欧
中世盛期はスラヴ系のキエフ大公国の栄枯盛衰とポーランドの出現があった時代である。後に東ヨーロッパの多くの国が侵略され、略奪され、占領され、属国となったので、13世紀のモンゴル侵攻がこの地域に大きな影響を与えた。
この時代の前半（1025年-1185年）に東ローマ帝国はドナウ川の南のバルカン半島を支配し、コムネノス王朝皇帝の下で繁栄の復活と都会化があったが、この地域の支配は、1185年にブルガリアの反乱が成功裡に終わるとともに終わりをつげ、これ以降マケドニアやトラキアの幾つかの地域やモエシアのブルガリア人、トラキアやマケドニアの殆どの地域、北西部のセルビア人などの地域は、ギリシャのビザンティン帝国の間で分割された。東と西の教会は、11世紀に正式に分裂し、12世紀に時折協力関係の時代があったにもかかわらず、1204年、第4回十字軍がコンスタンティノープルを占領する裏切り行為を行った。このことは東ローマ帝国に深刻な打撃を与え、権力は遂には15世紀にオスマン帝国に奪われた。しかしラテン帝国の権力は、十字軍がアドリアノープルの戦いでブルガリア皇帝カロヤンにより敗走すると、短命であった。

### 気候と農業
10世紀からほぼ14世紀にかけての時代は、中世の温暖期と呼ばれ、比較的に温暖であった。この一時的に訪れた温和な時代は、より寒い小氷期の到来によって終止符を打たれた。ヨーロッパでワイン園が最も普及したのは小氷期に入ってからなのではあるが、中世の温暖期にはスカンディナヴィアの北方でもコムギが栽培可能であったし、北イングランドでもワイン用のブドウが栽培された。農耕域の拡大は人工の増大を促し、1315年には150万人が犠牲となる飢饉が起きたが、ヨーロッパの人口は全体としては増加した。また、人口の増加によってこの時代には新しい町の建設が促され、工業や経済の活動も活発化した。この時代には食料生産も増進したが、従来のものよりも重い鋤の使用、牛に代わる馬の使用、以前の二圃制より多くの種類の作物の栽培に適した三圃制の導入といった新技術の導入による部分が大きい。三圃式農法ではマメ類の耕作がよく知られるが、マメ類を育てることで、土壌から養分として重要な窒素が枯渇するのを防ぐことができるのである。
ある研究によると、中世の温暖期は幾つかの地域では2000年代の10年間に匹敵するかそれ以上の暖かさであったが、地球規模では2000年代の水準を下回っている。中世の温暖期の再構築は、20世紀後半を基準にしたものを実質的に超えているように見え、幾つかの地域では過去10-20年間のものに匹敵するか超えている北大西洋の多くの地域や南グリーンランド、ユーラシア側の北極地方、北アメリカの一部に対する暖かさを作り出している。中央ユーラシア、北アメリカ北西部、（あまり信用できないが）南大西洋の一部のような地域は、例外的に寒かったことを示した。

### 騎士道の興隆
重騎士（ナイト）という身分が11世紀にはヨーロッパ全域で普通となり、馬上槍試合が考案されたのもこの頃である。馬や鎧といった重装備を準備する初期投資は簡単なものではなかったが、農奴層にとって騎士になることは自由民になるひとつの手段であった。12世紀になると、クリュニー修道院の修道僧達が神学的に正当な戦争という概念を提唱し、テンプル騎士団に代表される修道騎士団の創設を鼓吹した。貴族階級の身分の世襲はこの頃に始まったが、13世紀のドイツでは、貴族の肩書きほど輝かしいものではないとはいえ、騎士の身分もこの頃に世襲されるようになり、この風潮は他国へも広まっていった。

## 宗教

### 教会
1054年の東西教会の分裂は、正式にキリスト教会を二つに分けた。大分裂は長らく政治的・教義的差異や神学論争により一層傷付けられてきた東西の関係から齎された。顕著な例は、聖体拝領には発酵したパンを用いるべきか発酵していないパンを用いるべきかということと、五大総主教座（五本山・ペンターキー）においてローマ教皇の主張する普遍的な権限である首位権やコンスタンティノープル総主教の地位の問題はどうあるべきかということであった。レオ9世とミハイル1世は、4人の総主教にまで教皇の権威は及ぶかという論争の最後に互いを破門した。
分裂後のキリスト教は西方のカトリック教会と東方の正教会との二つの教会でまとめられる。それぞれの教会は教義上、神学上、言語学上、政治的、地理的な線で分かれ、根本的な不和の原因は互いが相手を異端に陥ったと非難し分裂を始めたことであり、決して癒されることはなかった。1095年に始まる十字軍の派遣、1182年の東ローマ帝国でのラテン系住民の虐殺、1204年の第四回十字軍によるコンスタンティノープル占領と略奪、総主教への背信行為は、和解を一層困難なものにした。これらの衝突に加え十字軍兵士らが東ローマ帝国の聖遺物を始めとする宗教芸術品の多くを戦利品として持ち帰り、コンスタンティノープル図書館を破壊したことも挙げられる。

### 十字軍
地中海地域の中世盛期は、1095年から1291年にかけて聖地をキリスト教徒の手に奪還する目的でカトリック教会のヨーロッパの多くが（特にフランスのフランク人と神聖ローマ帝国）行った一連の宗教上認められた軍事作戦に支配された。作戦は東西キリスト教により他の集団に対しても行われたが、十字軍は正統カリフの時代から近東を支配していたムスリムに対するローマカトリック軍により行われた。伝統的な十字軍の作戦数は、11世紀から13世紀にかけて9つを数える。
十字軍は元々ムスリムからエルサレムや聖地を再獲得することを目的にしていて、作戦はアナトリア半島へのムスリムセルジューク・トルコの拡張に対する助けを正教会の東ローマ帝国から求められたことに対する返答として開始された。この用語は通常宗教的・経済的・政治的理由の混合により異教徒や異端、破門された人々に対してレバントの外側の領域で16世紀を通じて行われた同時代や続いて行われた作戦を指すのにも用いられる。キリスト教徒とムスリム両勢力の敵対関係は、第5回十字軍のルーム・セルジューク朝とのキリスト教徒の同盟関係のように敵に対する宗派間の同盟関係にもつながった。
十字軍は遠大な政治的・経済的・社会的影響があり、中には現代に至るまで続くものがある。キリスト教王国や政治権力の内紛の故に、十字軍遠征隊によっては第4回十字軍のようにキリスト教徒のコンスタンティノープル略奪やヴェネツィア共和国と十字軍の間の東ローマ帝国分割につながった本来の目的から逸脱した例がある。第6回十字軍は教皇の正式な呼びかけがなく始められた最初の十字軍であった。第7回十字軍、第8回十字軍、第9回十字軍は、第9回十字軍が中東で十字軍の終わりを迎えて、マムルークとハフス朝の勝利で終わった。

#### 騎士修道会
十字軍の関係では、中世後期の騎士団の模範となった騎士修道会が創設された。
テンプル騎士団は敵意を持つ地元民や山賊からキリスト教巡礼者を守るのを手伝うために第1回十字軍が終わると創設されたキリスト教軍事組織であった。この騎士団は金融業に深く関わっていて、1307年、フィリップ恐怖王（Philippe le Bel）は騎士団全員をフランスで逮捕し、異端の疑いで告発し解散させた。1314年に密かにクレメンス5世により赦免された。
聖ヨハネ騎士団は元々貧しい人や病人、聖地への傷ついた巡礼のために活動するために1080年にエルサレムで創設されたキリスト教組織であった。エルサレムが第1回十字軍に奪取されると、聖地の管理と防衛にあたる組織に変化した修道会や騎士修道会になった。聖地が結局イスラーム教徒に奪取されると、活動の場をロドス島に、後にマルタに移した。
ドイツ騎士団は聖地へのキリスト教巡礼者を援助し病人や怪我人のためにウトラメールで病院を運営するためにアッコ市で1190年に編成されたドイツ騎士団であった。イスラーム教徒が聖地を奪取すると、騎士団は1211年にトランシルヴァニアに移動し、後に破門されると、バルト海のキリスト教化を目指して異教徒のいるプロシアを侵略した。騎士団にとっての主要な異教徒リトアニア大公国がキリスト教に改宗する前後に騎士団は既にノブゴロドやポーランドのような他のキリスト教国を攻撃していた。無視できなくなったドイツ騎士団の影響力は、1410年にポーランド・リトアニア・ロシア連合軍に破滅的な大敗を喫したタンネンベルクの戦いで粉砕された。タンネンベルクの戦いの後、騎士団は衰退し、1809年に正式に騎士団は解散した。全部で10回の十字軍が行われた。

### スコラ学
新しいキリスト教式学習方式は、初めは中世のユダヤ哲学やイスラーム教哲学（モーシェ・ベン＝マイモーンやイブン・スィーナー、イブン・ルシュド) を通じて間接的に、それから東ローマ帝国やイスラーム教の図書館から取り戻したアリストテレス自身の著作を通じてアリストテレスの著作の再発見からアンセルムス（1033年–1109年）が影響されたものであり、影響を与えた人で最も有名なのが、アルベルトゥス・マグヌスやボナヴェントゥラ、ピエール・アベラールであった。スコラ学は経験論を信条とし、世俗の研究、理性、論理を通じてローマカトリックの教義を支援した。キリスト教神秘主義や二元論におけるプラトンやアウグスティヌスの信条、世界を本質的に悪と見る見方に反対した。スコラ学で最も有名なのは、プラトン主義やアウグスティヌスからアリストテレス主義に移行させたトマス・アクィナスであった（後に「教会博士」と言われた）。アクィナスは心が神の閃光を通じて形象や思想を考え認める能力を与えられたタブラ・ラーサ（「空白状態」）の誕生にあると書くことで心の哲学を発展させた。他に有名なスコラ学者にロスケリヌスやアベラール、ペトルス・ロンバルドゥスがいた。この時代の主要な問題の一つは、普遍論争であった。スコラ学の主流の様々な面の有名な反対派にヨハネス・ドゥンス・スコトゥスやオッカムのウィリアム、ペトルス・ダミアニ、クレルヴォーのベルナルドゥス、サンヴィクトル学派の学者たちがいた。

### 修道院の黄金期
11世紀後半から12世紀前・中期にキリスト教の修道院生活の黄金期の絶頂を迎えた（8世紀から12世紀）。キリスト教の修道院生活は、旧約聖書にある修道院生活などの聖書の例や理想を規範にしたものだが聖書の中の慣例として委託されたものではないキリスト教会の歴史の早期に発展し始めた実践である。宗教上の決まりごとにより（例：聖バジルの決まりごとや聖ベネディクトの決まりごと）規制された。
黒衣をまとった僧侶のベネディクト会は、聖ベネディクトの決まりごとを遵奉する。会内では全体としての組織が共通の関心事を表すために存在する一方で、個別のコミュニティーがそれぞれ（修道院や小修道院、大修道院であるかもしれない）自治を維持している。たまに囲い込まれた僧侶や尼僧のシトー会は、創設者クレルヴォーのベルナルドゥスと関連してベナルディンと呼ばれている。シトー会は修道服の色は肩のところが黒い白服であり、手作業と自給自足に重点を置いていた。多くの大修道院は、伝統的に農業やエールの醸造のような活動を通じて自活した。

### 托鉢修道会
13世紀には托鉢修道会の興隆が見られた。托鉢修道会は生計のために人々の施しに直接頼る修道会である。原則として時間とエネルギーの全てを宗教活動に費やすためにイエス・キリストが辿った道を真似る最も純粋な生活方法であったと信じて個人的にせよ集団にせよ（集団貧困参照）財産を持たない。
フランシスコ会（「小さき兄弟会」、英語では一般にGrey Friarsとして知られている）は1209年に創設された。聖フランシスコが聞いた説教により12使徒の貧困生活に完全に自らを捧げることにした感銘を与えた。緩やかな服をまとい、裸足で、福音的訓示の後は杖を持たず、悔い改めの説教を始めた。間もなく活動で得た全てを寄付した有名な市民Bernardo di Quintavalleや一年で11人に達したと言われる仲間が加わった。
カルメル会（カルメルの聖処女マリアの隠修士、英語では一般にWhite Friarsとして知られる）は1206年から1214年にかけて創設された。1190年代以前のカルメル山の隠修士に関する記録はないが、カルメル会の伝統は、古代イスラエルの預言者の一門を継承したカルメル山の隠修士のコミュニティーに修道会の起源を重ね合わせている。この時期までにある一団がカルメル山のエリジャの井戸に集まった。この男達は巡礼や十字軍兵士としてヨーロッパからパレスチナに行った男達で、そこがエリジャの伝統的な家であるために一部カルメル山を選んだ。基礎は聖処女マリアに捧げられたと考えられている。
ドミニコ会（説教者修道会、英語では一般にBlack Friarsと呼ばれる）は1215年に創設された。アルビジョア十字軍の後で聖ドミニコは都市の萌え出る住民の宗教問題に耳を傾けるベネディクト会のような古い型の托鉢修道会の献身や組織だった教育を行うが托鉢修道会や世俗の僧侶より柔軟な組織を持つ新しい型の修道会を創設しようとした。ドミニコの新しい修道会は、日常の言葉で説教するよう訓練された説教修道会であった。男子修道院が行った広大な農地で暮らすよりも、新しい修道士は、説得力のある説法で自らを「売り込み」、物乞いで生き残ろうとすることになる。
聖アウグスチノ修道会（聖アウグスティヌスの隠修士、一般にアウグチノ修道士と呼ばれている）は1256年に創設された。アウグスティヌスに因んで名付けられ、この修道士は黙想と12使徒的な聖職者の合わさった宗教上の生活を実践し、聖アウグスティヌスの修道規則に従っている。

### 異端運動
キリスト教の異端は11世紀以前にヨーロッパに存在したが、一匹狼の牧師や異教徒の伝統に戻った村のように、数も少なく、土地の人物に限られていたが、11世紀初めに大規模な異端運動が起こった。もとは都市の興隆や自由な商人、新しい金を基本にした経済があった。修道院生活の農村版が、都市文化に調和して更に分派を形成し始めた都市住民には殆ど感銘を与えなかった。最初の異端運動は、南フランスや北イタリアのような新たに都市化された地域で始まった。教会がそれまでに見たことのない規模の運動であり、その反応はカタリ派のような人々のために除去されたひとつであり、金を放棄した都市商人の息子聖フランシスコのような人に受け入れられ、完成された。

#### カタリ派
カタリ派はグノーシス主義の集団による運動であった。カタリ派はアルビジャンとも呼ばれた。当時のカトリック教会から異端の烙印を押されたこの運動は、10世紀中葉頃に始まった。西ヨーロッパの至る所に存在したが、本拠地はラングドックと南フランスの周辺地域にあった。モンセギュール要塞はカタリ派の最後の砦の一つであった。1244年にモンセギュールが陥落すると、生き残ったカタリ派は、ケリビュのアラゴンとの国境の別の山頂要塞に集結した。
カタリ派は「純粋な」を意味するギリシャ語のkatharosが語源であるとするのが最も有力である。初めて記録された用法の一つが、1181年にケルンから異端について「Hos nostra Germania catharos appellat」を書いたエクベルト・フォンシェーナウであった。この名称は12世紀末から始まり、1181年に年代史家ジョフロワ・デュ・ブルイユにより用いられた。この名称は南部の都市アルビ（古代のアルビガ）に関連している。中心がトゥールーズや近郊の地域にあったために、この名称は殆ど正確ではない。カタリ派はフランス南部やイタリア北部、神聖ローマ帝国南西部で強かった。ボスニア教会として知られるボゴミル派は、ボスニアで強く、ボスニア国王に支援された公的な宗教であった。
カタリ派の二元論者は、歴史的な事件は良い力と悪い力のせめぎ合いの結果であり悪い方が世界を支配するが禁欲主義や善い行いを通して支配されたり敗北することが可能だと信じた。
アルビジョア十字軍はラングドックのカタリ派の異端を除くためにカトリック教会が音頭をとった20年にわたる軍事行動であった。実践的なカタリ派の数に重大な減少が見られなかったがオクシタニアの再編成にはつながり、フランス王の支配下に持ち込みアラゴンの影響による別個の地域文化と高度化を減らしながら、十字軍はフランスを中心にして行われ、即座に政治的な主導権を獲得した。カタリ派に戻ろうとするインノケンティウス3世の試みが殆ど成功せず教皇の使節カステルノのピエールが殺害されると、武器を取ろうとするフランス貴族にカタリ派の異端の土地を提供しようと申し出ながら、インノケンティウス3世はラングドックに対する十字軍を提案した。暴力はカタルーニャと文化的言語的に近い関係のフランスが土地を取得することになった。アルビジョア十字軍はドミニコ修道会や中世の宗教裁判の双方の創設と制度化に役割も果たした。シモン4世・ド・モンフォールは、第4回十字軍に参加したフランス貴族で、アルビジョア十字軍の有名な指導者であった。1218年にトゥールーズ包囲戦で死亡した。

#### ワルドー派
リヨンのピエール・ヴァルドーは、裕福な商人だったが、1173年頃に霊感を受け、全財産をなげうって説教者となった。あらゆる宗教上の慣行は聖書に基づくべきだと考え、ヴァルド派を開いた。ワルドーは1179年の第3ラテラン公会議で、説教する権利を剥奪されたが、これに従わず1184年に破門されるまで自由に説教を続けた。キリストの言葉に従って生きていないとしてキリスト教聖職者達を批判し、贖宥状の売買や、聖人暦による聖人崇敬の慣行を否定した。

## 貿易と商業
北ヨーロッパでは海上貿易を推進する自由都市連合ハンザ同盟が、後にハンザ同盟を支配することになるリューベック市が1158年-1159年に創立されるとともに12世紀に結成された。アムステルダムやケルン、ブレーメン、ハノーファー、ベルリンなどの神聖ローマ帝国の多くの北部都市が、ハンザ同盟に加わった。例えば神聖ローマ帝国以外のハンザ同盟都市にケーニヒスベルク同様にブルッヘやポーランドのグダニスク（ダンツィヒ）があった。ベルゲンやノヴゴロドではハンザ同盟には工場や中間商人がいた。この時代、ドイツはプロイセンやシレジアに向けて神聖ローマ帝国の領域を超えて東ヨーロッパを植民地化し始めた。
13世紀後半、マルコ・ポーロというヴェネツィアの探検家が、中国に向けてシルクロードを旅した最初のヨーロッパ人の一人になった。マルコ・ポーロが東方見聞録で自身の旅を著すと、西洋人は極東について知ることとなった。ウィリアム・ルブルックやプラノ・カルピニ、アンドレ・ド・ロンジュモー, オドリック・ポルデノネ、ジョヴァンニ・デ・マリノッリ、ジョヴァンニ・ダ・モンテコルヴィーノのような東方への数多くのキリスト教使節やニッコロ・デ・コンティのような旅行者が続いた。

## 科学と知識

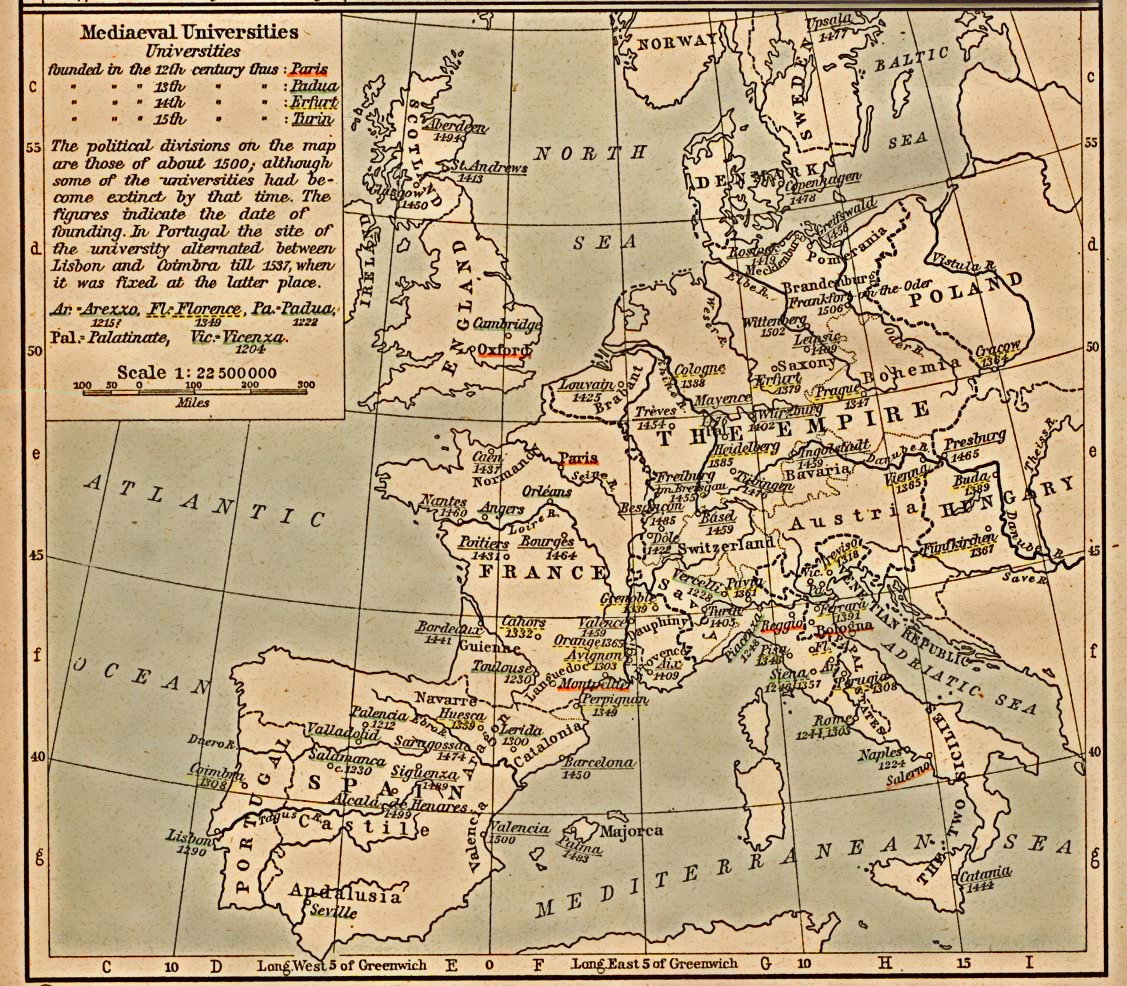
中世の大学の地図

中世前期の哲学や科学に関する教授法は、西ローマ帝国崩壊後に西ヨーロッパに残った古代ギリシア語本の若干の写しと注釈本をもとにしていた。その殆どはギリシア語の知識が非常に限られていたためにラテン語でのみ研究された。
この流れは12世紀ルネサンス期に変わった。ヨーロッパの知的復興は、中世の大学の誕生とともに始まった。レコンキスタでスペインやシチリアのイスラーム世界との接触や十字軍で東ローマ帝国の世界やイスラームのレバントとの接触を増したことで、アリストテレスやイブン・アル・ハイサム、イブン・ルシュドの著作などのアラビア語やギリシャ語の科学文献にヨーロッパ人は接することができた。ヨーロッパの大学は、実質的にこうした書籍の翻訳と普及を支援し、科学的なコミュニティーのために必要な新しい基礎作りを始めた。
13世紀初めには大学と男子修道院を通じて科学思想の完全な移行を認めながら殆ど全ての知的に重要な古代の作家の主要な作品のほぼ完全なラテン語訳があった。その時までにこの書籍に含まれる自然科学は、ロバート・グロステストやロジャー・ベーコン、アルベルトゥス・マグヌス、ヨハネス・ドゥンス・スコトゥスのような有名なスコラ学者により発展し始めた。現代の科学的方法の先駆けは、自然を理解する手法として数学をグロステストが重視し、ベーコンは経験に基づいた接近法を称賛する行動（特にOpus Majus）に既に見ることができる。

### 船舶

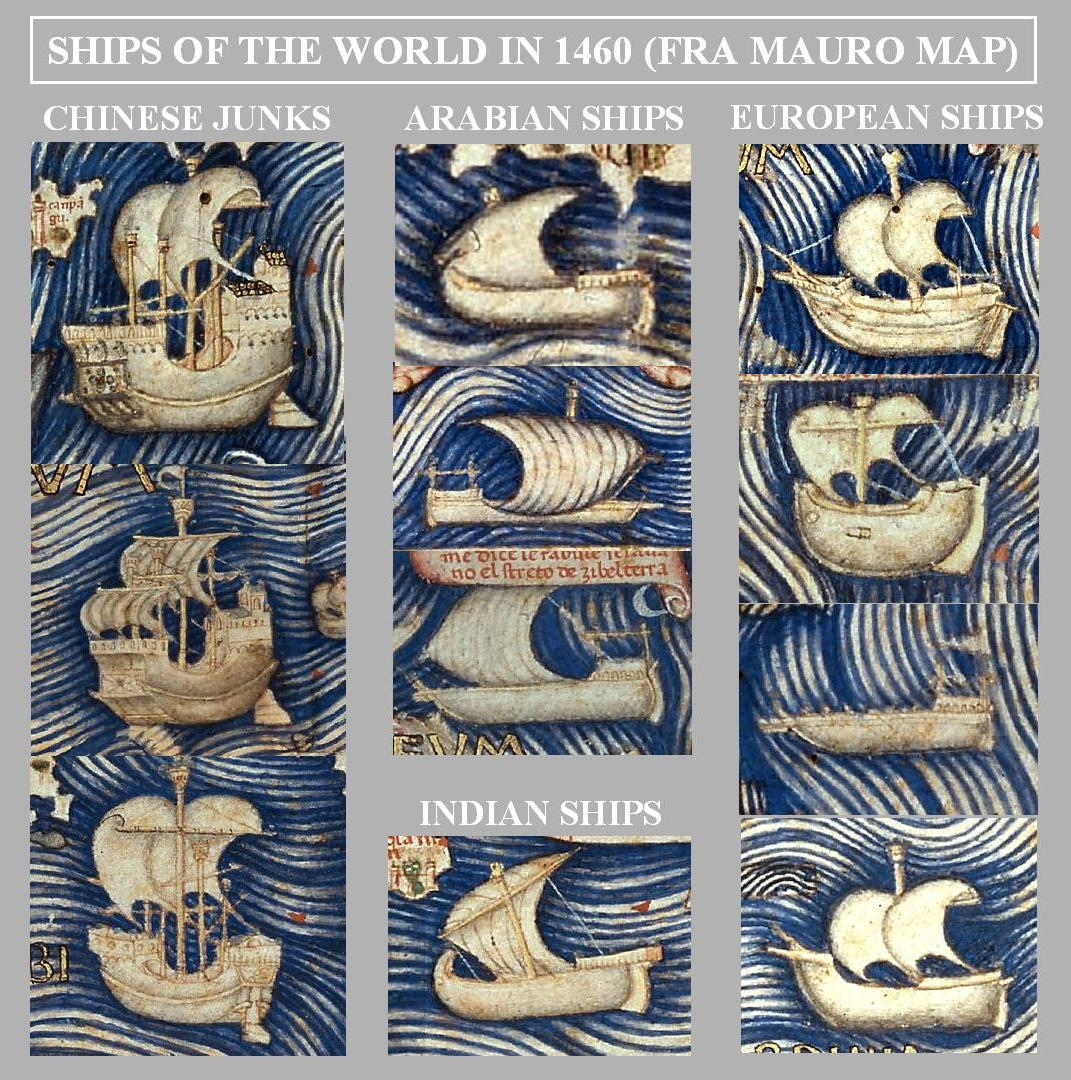
フラ・マウロの世界図による1460年の世界の船

様々な船が、中世盛期に用いられた。コグ船はロングシップから進化した（あるいは少なくとも影響を受けた）と考えられる意匠であり、12世紀までに広く用いられた。建造には鎧張りの方法も用いた。キャラベル船はイスラーム教のイベリアで発明された船で、13世紀から地中海で用いられた。ロングシップやコグ船とは違うが、建造にあたってカルベル造船法を用いた。横帆を備えたキャラベル・レドンダ（Caravela Redonda）と縦帆（ラティーンセイル）を備えたキャラベル・ラティーナ（Caravela Latina）があった。

### 発明と技術
12世紀と13世紀にヨーロッパで新発明や製造の伝統的な方法を管理する手法における革新、経済成長に劇的な変化があった。百年にも満たない間に世界のそれまでの千年間の人類史より有効に発展し応用される多くの発明があった。この時代は風車や水車小屋、印刷（まだ移動式ではなかったが）、火薬、アストロラーベ、眼鏡、現代も用いられる型のはさみ、改良された時計、大いに改良された船などの大きなテクノロジー改良があった。最後の二つの改良は、大航海時代の夜明けとなった可能性がある。この発明は外国の文化や社会に影響された。1187年、アレクサンダー・ネッカムは方位磁針について触れ舵取りに用いた最初のヨーロッパ人であった。
アルフレッド・クロスビーはこの技術革命の幾つかについてThe Measure of Reality: Quantification in Western Europe, 1250-1600で触れ、他の主な技術史家も述べている。
- 風車に関する最初期の記録は、1185年のイングランドヨークシャーである。
- 製紙業は1270年頃にイタリアで始まった。
- 糸車は13世紀に（恐らくインドから）ヨーロッパに齎された。
- 磁性のある方位磁針は、12世紀のある時期に初めてヨーロッパに到達して舵取りの手助けをした。
- 眼鏡は1280年代後半にイタリアで発明された。
- アストロラーベはイスラーム支配下のスペインを経てヨーロッパに戻った。
- レオナルド・フィボナッチが1202年に算盤の書でヨーロッパにアラビア数字を紹介した。
- 西洋最古の船尾の舵の描写は、1180年頃の教会彫刻に見られる。

## 芸術

### 視覚芸術

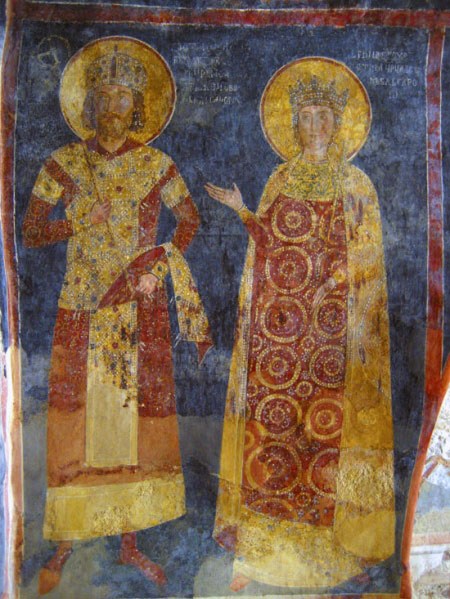
ブルガリアのコンスタンティン・ティーフを描写したボヤナ教会のフレスコ画。教会の壁画は、13世紀のブルガリア文化の傑作のひとつである。

ロマネスク建築と混同することなく古典世界のロマネスクの伝統は、西暦1000年から13世紀のゴシック様式の西ヨーロッパに関係し、あるいはその後は地域に根差している。その前の時代は、段々前ロマネスク時代として知られてきている。この用語は19世紀の美術史家特にロマネスク建築の専門家により生み出され、ローマ建築様式の多くの基本的な特徴を維持しているが、非常に異なる多くの特色を発展させた。南フランスやスペイン、イタリアでは、後期古代様式との建築の連続性があったが、ロマネスク様式はカトリックのヨーロッパ全域に（デンマークからシチリアまで）影響を与えた初めての様式であった。ロマネスクはビザンティン芸術特に絵画やブリテン諸島の芸術装飾の反クラシックエネルギーからも非常に影響を受け、この構成要素は非常に革新的で首尾一貫した様式を生み出した。
安定した西ヨーロッパ社会が中世に現れたので、カトリック教会はその財源を後見する絵画や彫刻に用いてキリスト教芸術という言葉でその手法を導いた。東ローマ帝国でキリスト教芸術が発展すると、多くの抽象美学が、それ以前にヘレニズム芸術で作り上げられた自然主義に置き換わった。ビザンティン美術は主要な目的が正確に人や物を描写するよりも宗教的な意味を伝えることにあることを意味しながらもヒエラティックであった。ビザンティン様式は4世紀頃から1453年のコンスタンティノープルの陥落までの東ローマ帝国の数多くの芸術作品に適合した。多くの芸術品が、中世盛期に作られた。
他の地域の中世芸術には地域的な主題（例えばアングロ・サクソン芸術やユダヤ芸術）や装飾写本のような技能専門性の分野があった。

### 建築

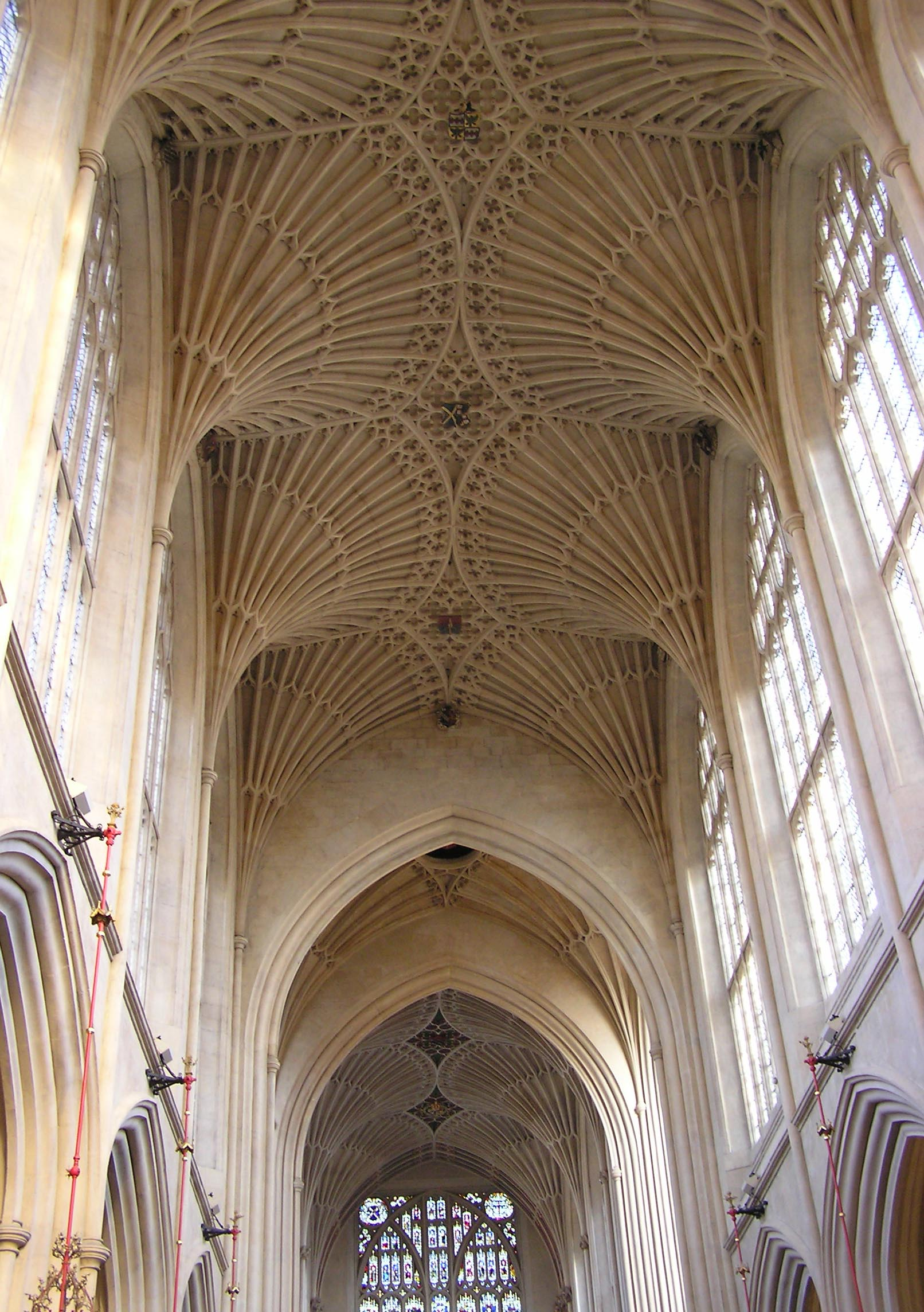
バス大修道院のファン・ヴォルトと窓

ゴシック建築はフライング・バットレスや尖頭アーチ、リブ・ヴォールトが結合することによりロマネスク様式に取って代わった。それは当時の、宗教的な本質を持つ精神的背景の影響による。水平線と格子が、建物を高層化させた。それ以前の暗くて重いロマネスク様式に対し、ゴシック建築はより明るく軽やかに構成されていた。アウグスティヌスは光が神を表現すると説き、その教えを教会に反映させるように建築技術は改良され発展した。大きく色彩豊かな窓が、豊かな光源を取り入れることを可能とした。今日に比べ、中世は鮮やかな色彩に乏しかったため、この大建造物が当時のあらゆる人々に畏怖の念を抱かせるものであったことは想像に難くない。複雑な高層化のために、建物を助材で囲み、後にファン・ヴォールトが天に向かう動きがおこった。神への崇拝が、この建物の相対的な巨大さによっても表現された。従ってゴシック様式の大聖堂は、精神的な昇華を求める人々が祈りを捧げる場所であるだけでなく、神の偉大さを知らしめる場所でもあったのである。ゴシック大聖堂の間取りは、スコラ学の規則にも合致していた。エルヴィン・パノフスキーの『ゴシック建築とスコラ学』によれば、それは区画と同じ形の副区画に分けられる。この特色は当時もっとも有名な聖堂建築であるノートルダム大聖堂に示されている。

### 文学
さまざまな文化が中世盛期の文学に影響を与えた。中でもとりわけ有力な影響源はキリスト教であった。キリスト教とのつながりはラテン文学において極めて重要であったが、それはローマものの俗語文学群において民衆語にも影響を与えた。その他の物語群（サイクル、すなわち相互に関連する物語の集合）には、フランスもの（シャルルマーニュと宮廷の物語）、ビザンツの国境守備兵の騎士道精神を扱うアクリティカ歌話、そして最も有名であるかもしれない物語群であるブリテンもの（アーサー王とその宮廷、ブルターニュやコーンウォール、ウェールズについての話）が挙げられる。ある無名のドイツの詩人は、民族移動時代からのゲルマン神話をフランスやブリテンの叙事詩の水準まで引き上げようとして、ニーベルンゲンの歌を作った。そのほか、モンマスのジェフリーの『ブリタニア列王史』をはじめ、数多くの詩や史伝がこの時期に書かれている。
南フランスでは、宮廷恋愛を歌ったトルバドゥールで有名なプロヴァンス文学が生まれた。これにはラテン文学と、イスラム文化の影響を受けたイベリア半島や北アフリカの要素が入っていた。後にその影響は、西ヨーロッパのさまざまな文化、ポルトガル、ドイツのミネゼンガー、シチリア、北イタリアにも及んだ。そしてその流れで、イタリアではペトラルカやダンテの清新体が生まれ、ダンテはこの時代の最も重要な詩である『神曲』を書いた。

### 音楽
現存する中世盛期の音楽は、記譜法が宗教施設で発展したために、事実上主として宗教的なものになっていて、世俗音楽の記譜法に適用されるのは、後の時代のことであった。この時代の早期に、グレゴリオ聖歌が教会音楽の支配的な形式で、他のオルガヌムや後にはクラウスラやコンドゥクトゥス、モテットなどの形式は、出典として聖歌を用いて発展した。
11世紀、グイード・ダレッツォは初めて記譜法を発展させたうちの一人で、歌い手がグレゴリオ聖歌を覚え易くした。
グレゴリオの単旋律聖歌がポリフォニーになったのは、12世紀から13世紀であり、フランスのノートルダム楽派（レオニヌスやペロティヌス）の作品に現れた。後にアルス・ノーヴァ（フィリップ・ド・ヴィトリやギヨーム・ド・マショー）や中世後期の音楽分野に進化した。12世紀の重要な作曲家は、修道女のヒルデガルト・フォン・ビンゲンであった。
最も重要な世俗運動は、トルバドゥールの運動で、11世紀後半にオクシタニア（現在の南フランス）で興隆した。トルバドゥールはあらゆる社会階層の出身であるイティネラントであることが珍しくなく、様々な話題に関する歌（特にミンネ）を書いた。その形態は北フランスのトルヴェールやドイツのミンネザング、北イタリアの世俗のトレチェント音楽の作曲家に影響を与えた。